# Marcin Karczyński
Marcin Karczyński (né le 6 juillet 1978 à Sanok) est un coureur cycliste polonais, spécialiste du VTT.

## Palmarès en VTT

### Jeux olympiques
- Athènes 2004
  - 24e du cross-country

### Championnats du monde
- Lugano 2003
  -  Champion du monde du relais mixte
- Les Gets 2004
  -  Médaillé de bronze du relais mixte
- Rotorua 2006
  -  Médaillé de bronze du relais mixte
- Fort William 2007
  -  Médaillé d'argent du relais mixte
- Val di Sole 2008
  - 4e du relais mixte

### Championnats d'Europe
- Graz 2003
  -  Médaillé d'argent du relais mixte

### Championnats de Pologne
- 2001
  - 3e du cross-country
- 2002
  -  Champion de Pologne de cross-country
- 2003
  -  Champion de Pologne de cross-country
- 2007
  - 2e du cross-country

## Palmarès sur route
- 2002
  - 4e étape du Tour de Grèce